# Hrabstwo Morris (New Jersey)
Morris – hrabstwo w stanie New Jersey w USA. Populacja liczy 470 212 mieszkańców (stan według spisu z 2000 roku).
Powierzchnia hrabstwa to 1247 km². Gęstość zaludnienia wynosi 387 osób/km².

## Miasta
- Boonton
- Dover
- Morristown

## CDP
- Budd Lake
- Kenvil
- Lake Telemark
- Long Valley
- Succasunna
- White Meadow Lake